# Ладелунд
Ладелунд (нім. Ladelund) — громада в Німеччині, розташована в землі Шлезвіг-Гольштейн. Входить до складу району Північна Фризія. Складова частина об'єднання громад Зюдтондерн.
Площа — 24,09 км2. Населення становить 1365 ос. (станом на 31 грудня 2020).